# En kongelig affære
En kongelig affære ('Een koninklijke affaire') is een Deense dramafilm uit 2012 onder regie van Nikolaj Arcel. De internationale titel is A royal affair. Het scenario is gebaseerd op de roman Prinsesse af blodet (2000) van de Deense auteur Bodil Steensen-Leth.

## Verhaal
In 1766 wordt de Britse prinses Caroline Mathilde uitgehuwelijkt aan de geesteszieke Deense koning Christiaan VII. Ze is snel zwanger van een zoon (de latere Frederik VI van Denemarken), maar het echtpaar groeit uit elkaar en de koning bezoekt haar slaapkamer niet meer. Als hij van een reis naar Duitsland terugkeert met zijn nieuwe lijfarts Johann Friedrich Struensee, ontstaat er spoedig een liefdesaffaire tussen deze lijfarts en de koningin. Zowel koningin Caroline Mathilde als Struensee dromen van een koninkrijk waar het volk niet wordt onderdrukt door de adelstand. Door zijn invloed op koning Christiaan VII grijpt Struensee gaandeweg de macht aan het hof. Hij ondervindt er echter ook veel weerstand van de koningin-weduwe Juliana Maria. Uiteindelijk wordt Struensee ter dood veroordeeld.

## Rolverdeling
- Mads Mikkelsen - Johann Friedrich Struensee
- Mikkel Boe Følsgaard - Koning Christiaan VII
- Alicia Vikander - Koningin Caroline Mathilde
- David Dencik - Ove Høegh-Guldberg
- Trine Dyrholm - Koningin Juliana Maria
- Thomas W. Gabrielsson - Schack Carl Rantzau
- William Jøhnk Nielsen - Kroonprins Frederik VI
- Cyron Bjørn Melville - Enevold Brandt
- Laura Bro - Hofdame Louise von Plessen
- Søren Malling - Hartmann
- Rosalinde Mynster - Natasha
- Bent Mejding - Graaf Johann Hartwig Ernst von Bernstorff
- Søren Spanning - Münster
- John Martinus - Christian Ditlev Reventlow
- Harriet Walter - Prinses Augusta von Saxe-Gotha
- Klaus Tange - Minister

## Achtergrond
De film werd voor het voorjaar van 2010 aangekondigd, maar de opnamen begonnen pas in mei 2011. Talloze Deense filmmakers hadden toen al geprobeerd om deze geschiedenis te verfilmen. Het succes van de roman Het bezoek van de lijfarts (1999), van de Zweedse schrijver Per Olov Enquist, had de belangstelling weer doen opleven en Kaspar Rostrup, die met Enquist samenwerkte, kondigde in 2000 op zijn 60e verjaardag zijn plannen voor een verfilming aan. De rechten op Het bezoek van de lijfarts waren dus niet vrij en daarom kocht producer Peter Aalbæk Jensen de rechten van de roman Prinsesse af blodet (2000) die min of meer hetzelfde verhaal vertelt.